# Issiglio
Issiglio (piemontiul: Isèj) egy olasz község a Piemont régióban, Torino megyében.